# Cho Sung-hwan
Cho Sung-hwan (조성환?, 趙星桓?; Haman, 9 aprile 1982) è un ex calciatore sudcoreano, di ruolo difensore.